# Креспелано
Креспелано (итал. Crespellano) је насеље у Италији у округу Болоња, региону Емилија-Ромања.
Према процени из 2011. у насељу је живело 4438 становника. Насеље се налази на надморској висини од 65 м.

## Становништво
| 1951. | 1961. | 1971. | 1981. | 1991. | 2001. | 2011. |
| ----- | ----- | ----- | ----- | ----- | ----- | ----- |
| 6.115 | 5.517 | 5.975 | 6.570 | 7.149 | 7.787 | 9.829 |